# Audi Coupé

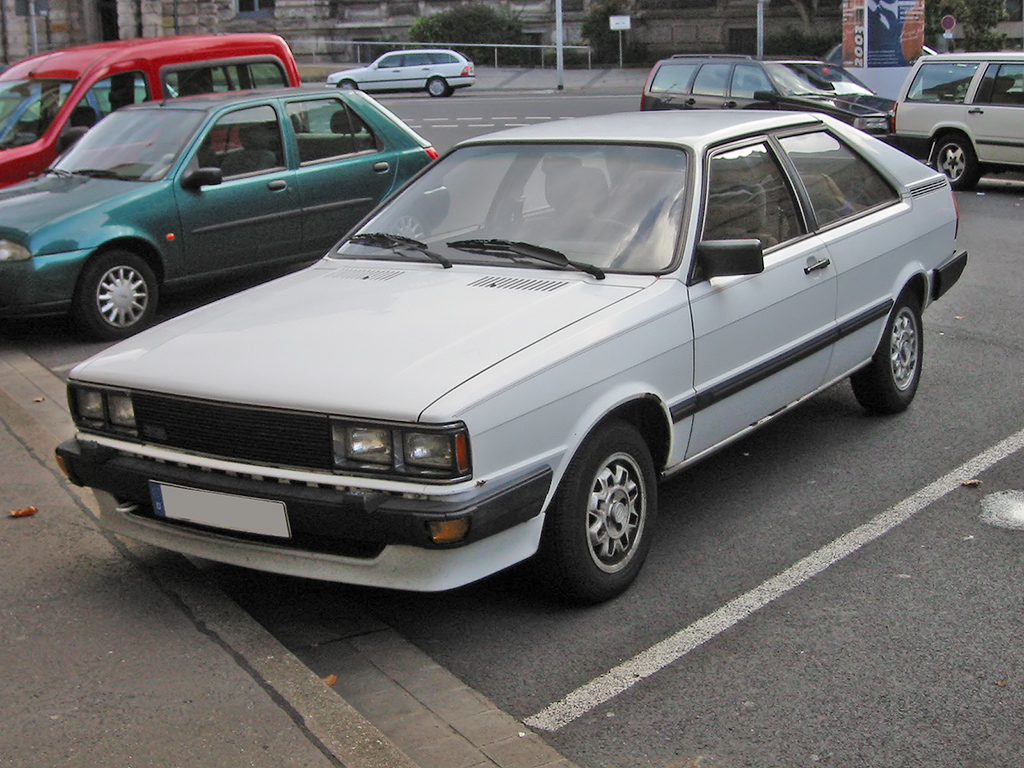
Audi Coupé (1980-1982)

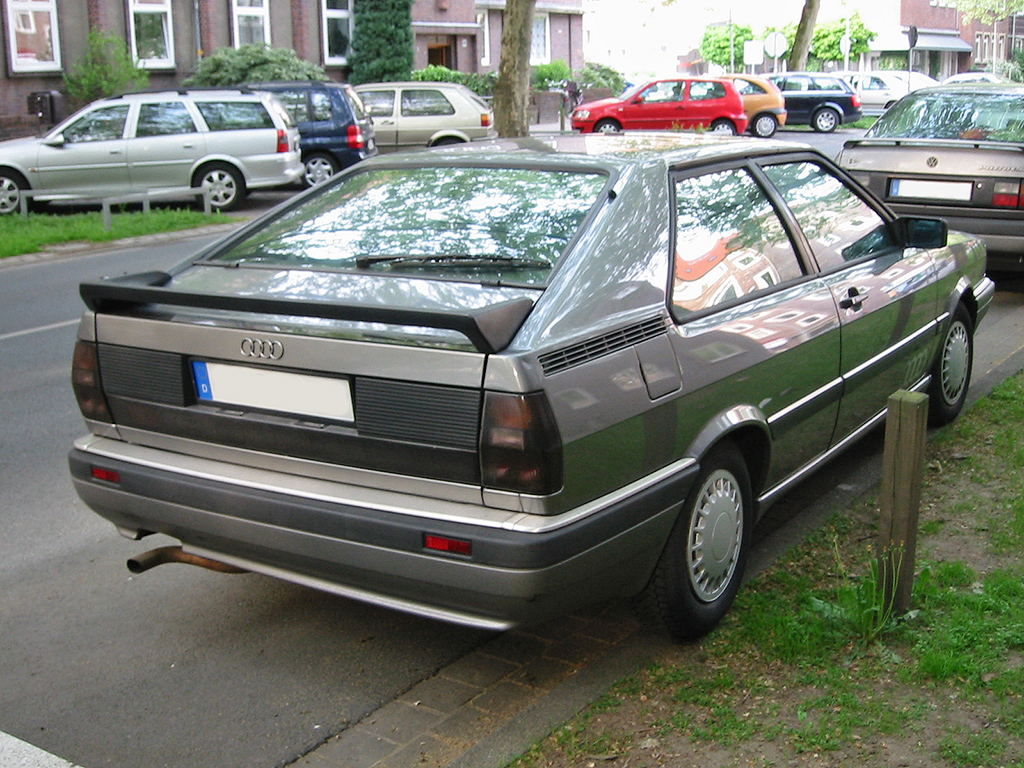
Audi Coupé (1984-1987)

Audi Coupé var en sportcoupé av Audi 80 tillverkad 1980-1996 i två modellgenerationer. Audi Quattro baseras på den första Audi Coupé. 